# ジャコモ・マッテオッティ

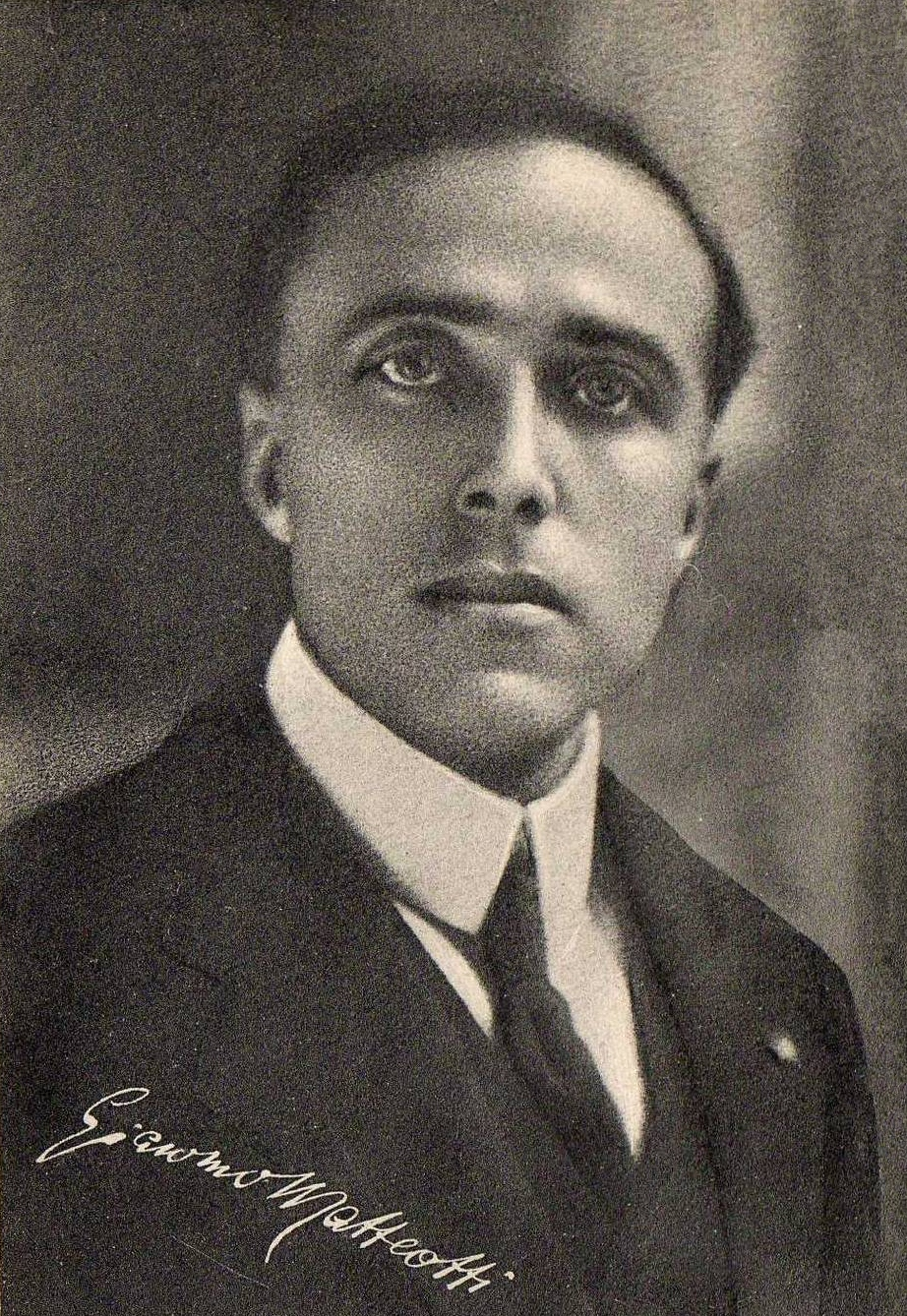
ジャコモ・マッテオッティ

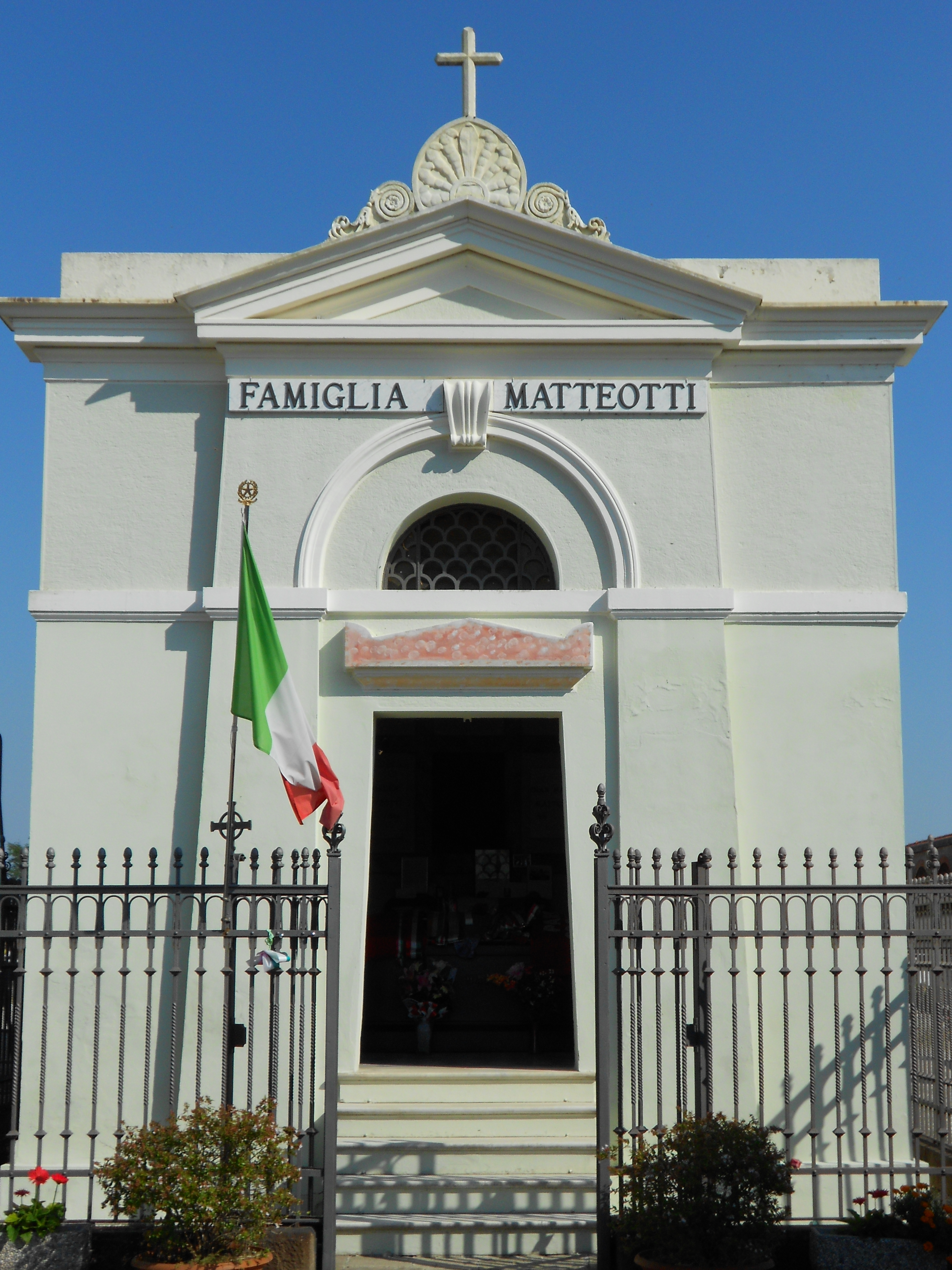
フラッタ・ポレージネにあるマッテオッティの墓

ジャコモ・マッテオッティ（Giacomo Matteotti、1885年5月22日 - 1924年6月10日）は、イタリアの社会主義者。統一社会党の書記を務めた。台頭するファシズムに対峙したが、1924年に暗殺された。

## 生涯
ヴェネト州フラッタ・ポレージネ出身。
ボローニャ大学で法学を修めた。若い頃より活発に社会主義運動に参画した。第一次世界大戦に際しては、戦争反対の姿勢をとった。統一社会党の中心人物として、とりわけ1922年のムッソリーニ政権成立以降、ファシスト党・ムッソリーニらの批判を続けたが、1924年6月10日にローマで誘拐されたのちに刃物で刺されて殺害され、6日後にリアーノ付近で発見された。犯人としてファシストの5人が浮上し、うち4人が逮捕されたが有罪判決を受けたのは3人で、その3人もまもなく恩赦により釈放された。ムッソリーニがこの一件に関係していると推測されている。第二次世界大戦後の1947年に彼らを含む関係者の裁判が再び行われ、3人が終身刑の判決を受けた。
第二次世界大戦後、ローマに彼の記念碑が建てられた。墓は故郷のフラッタ・ポレージネにある。

## 映画
1973年にはマッテオッティの暗殺事件を題材にした劇映画が製作され、モスクワ国際映画祭でグランプリを受賞した。

### ″Il delitto Matteotti″（1973）
- 監督：フロレスターノ・ヴァンチーニ
- 脚本：フロレスターノ・ヴァンチーニ、ルチオ・バッティストラーダ
- 撮影：ダリオ・ディ・パルマ
- メイクアップ：リーノ・カルボーニ、マンリオ・ロッケッティ
- 音楽：エジスト・マッキ
- 出演者

フランコ・ネロ：ジャコモ・マッテオッティ
マリオ・アドルフ：ベニート・ムッソリーニ
ウンベルト・オルシーニ：アメリーゴ・ドゥミニ
ヴィットリオ・デ・シーカ：マウロ・デル・ジュディチェ
レンツォ・モンタニャーニ：ウンベルト・タンクレーディ
ガストーネ・モスキン：フィリッポ・トゥラーティ
リッカルド・クッチョッラ：アントニオ・グラムシ
ダミアーノ・ダミアーニ：ジョヴァンニ・アメンドーラ
ステファノ・オッペディザーノ：ピエロ・ゴベッティ
マヌエラ・クスターマン：アダ・ゴベッティ
ジュリオ・ジローラ：ヴィットーリオ・エマヌエーレ3世